# Bojana (Čazma)
Bojana je naselje u Republici Hrvatskoj, u sastavu Grada Čazme, Bjelovarsko-bilogorska županija.

## Stanovništvo
Prema popisu stanovništva iz 2001. godine, naselje je imalo 182 stanovnika te 57 obiteljskih kućanstava.
Prema popisu stanovništva 2011. godine naselje je imalo 158 stanovnika.
| broj stanovnika | 291   | 258   | 297   | 368   | 466   | 549   | 517   | 511   | 594   | 600   | 483   | 322   | 271   | 198   | 182   | 158   | 158   |
|                 | 1857. | 1869. | 1880. | 1890. | 1900. | 1910. | 1921. | 1931. | 1948. | 1953. | 1961. | 1971. | 1981. | 1991. | 2001. | 2011. | 2021. |

## Bojani Božić u Bojani
U vrijeme Božića i Nove godine u Bojani se održava manifestacija "Bojani Božić u Bojani" na prostoru galerije akademskoga slikara Franje Matešina. Posebnost su: tradicijska božićna rasvjeta bez struje - svijeće i lampaši, dječje jaslice, otvoreno ognjište i tradicijska soba te traženje bombona u slami.